# Lucas Cranach der Jüngere

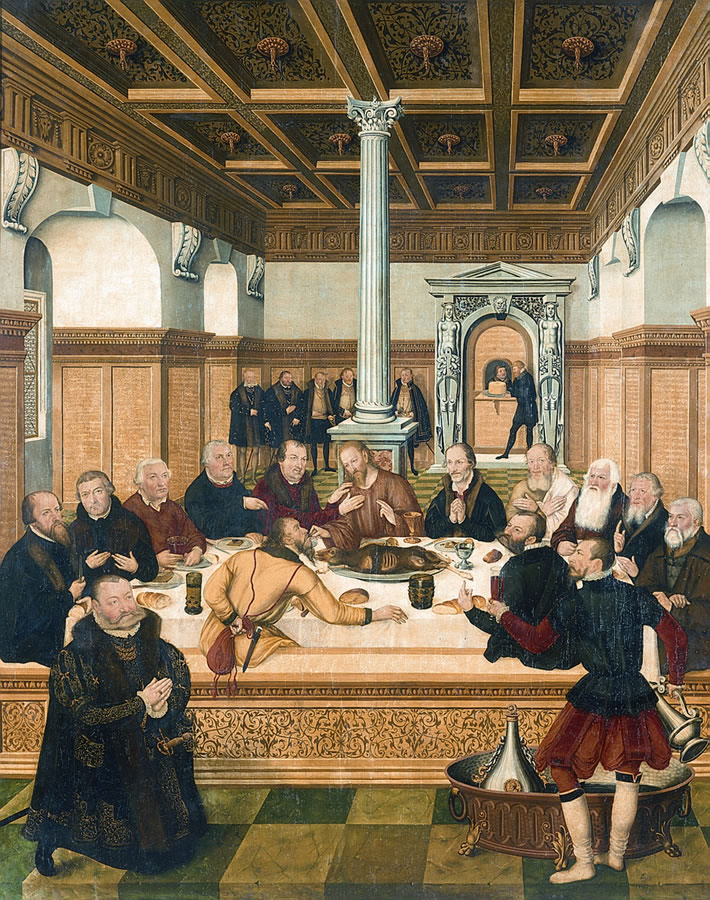
Lucas Cranach d. J.: Epitaph Joachims von Anhalt (1565) in der Kirche St. Johannis in Dessau, der rechts stehende Mundschenk wird als Selbstbildnis Lucas Cranachs d. J. gedeutet; sogenanntes Dessauer Abendmahl

Lucas Cranach der Jüngere (* 4. Oktober 1515 in Wittenberg; † 25. Januar 1586 ebenda) war ein bedeutender Maler und Porträtist der Renaissance und des Manierismus. Er war ein Sohn Lucas Cranachs des Älteren.

## Leben

### Elternhaus, Lehrzeit und Übernahme der väterlichen Werkstatt

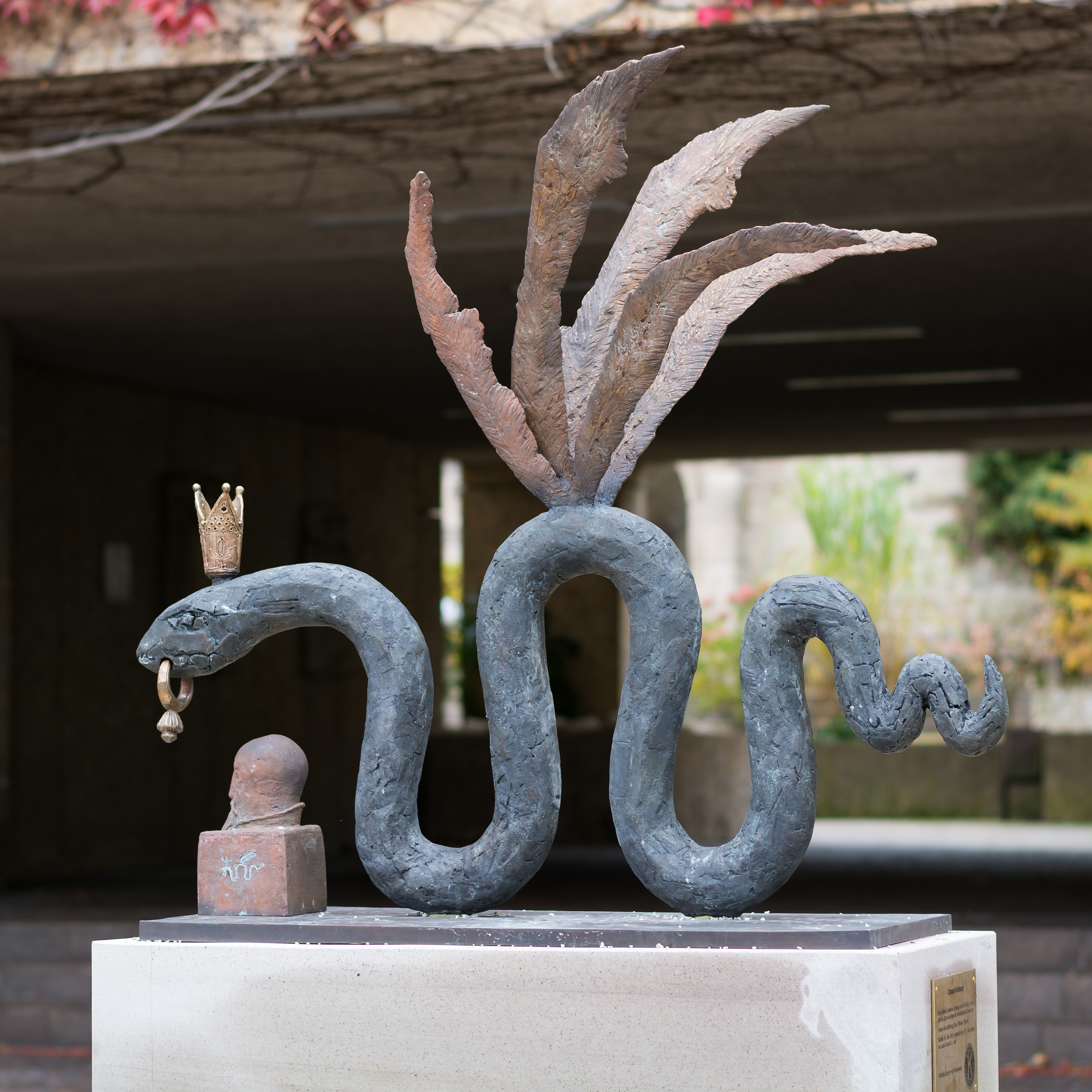
Skulptur der Cranach-Schlange vor dem Neuen Rathaus in Kronach

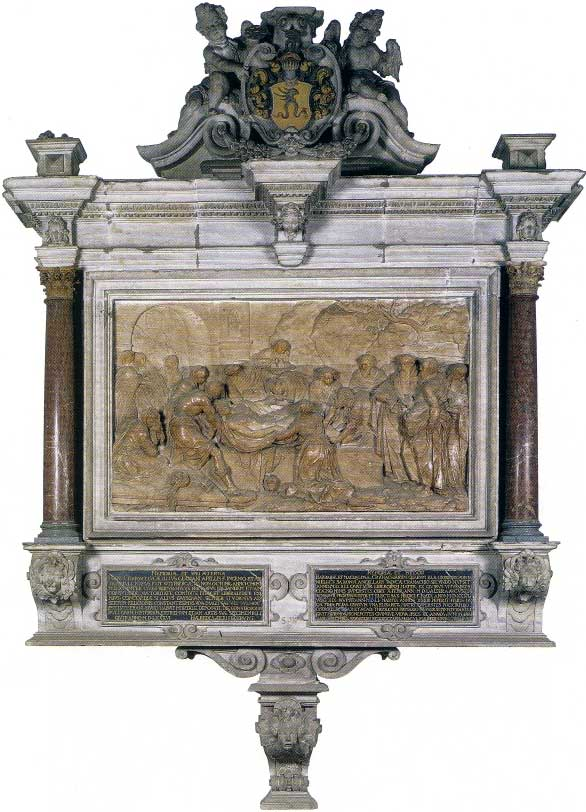
Epitaph für Lucas Cranach d. J. und seine beiden Frauen in der Stadtkirche Wittenberg, 1608.

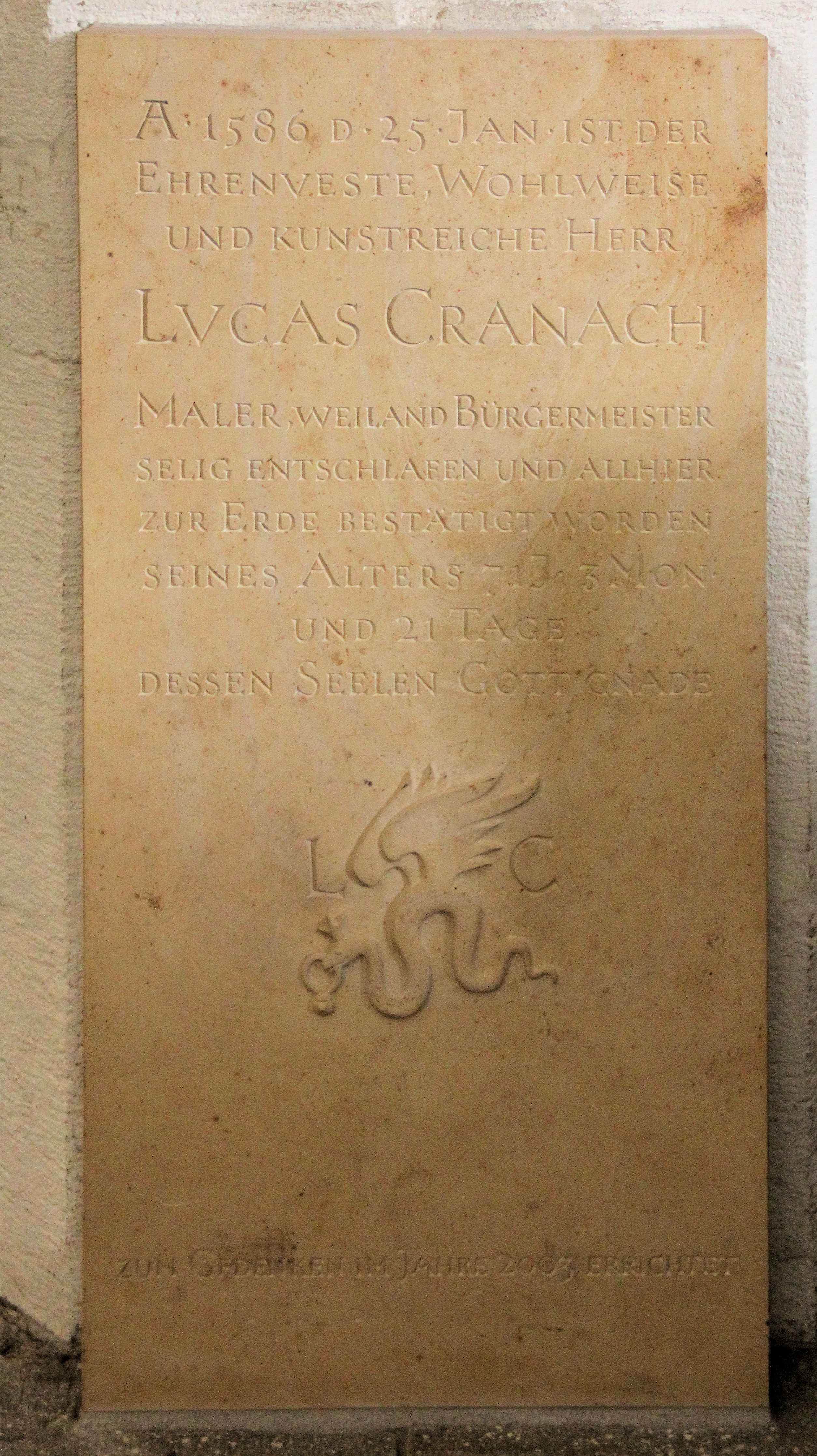
Grabstein in der Stadtkirche der Lutherstadt Wittenberg

Cranach wurde am 4. Oktober 1515 als jüngster Sohn von Lucas Cranach dem Älteren und Barbara Brengebier in Wittenberg geboren. Zusammen mit seinem Bruder Hans (* um 1513; † 9. Oktober 1537) erlernte er von seinem Vater die Kunst der Malerei und arbeitete zusammen mit seinem Bruder in der väterlichen Werkstatt.
Nach dem Tod von Hans übernahm er 1537 die geschäftlichen Aktivitäten in der Werkstatt seines Vaters. Seit dieser Zeit hat Lucas Cranach d. J. seine Werke mit einem abgeänderten Wappen signiert, erstmals 1537 auf einem Holzschnitt, ausgeführt von Johann Scheyring. Während das seinem Vater vom Kurfürsten 1508 verliehene Wappen eine Schlange mit Fledermausflügeln, einer roten Krone auf dem Haupt und einen mit einem Rubin besetzten goldenen Ring im Mund gezeigt hatte, hat auf dem Signum des jüngeren Cranach die Schlange nun Vogelflügel.

### Lokalpolitische Funktionen
1544 trat ihm der Vater das Wittenberger Haus ab. Wie sein Vater nahm Lucas Cranach d. J. eine bedeutende Stellung im öffentlichen Leben Wittenbergs ein. So war er 1549 und 1552 Ratsmitglied, 1555, 1558, 1561, 1564 als Ratskämmerer, 1565 als Bürgermeister sowie 1566 als Altbürgermeister, Beisitzer des Bürgermeisters im Rat Wittenbergs, aktiv. Aufgrund der Verwicklung seines Schwagers Christian Brück in die Grumbachschen Händel zog er sich von allen politischen Aktivitäten zurück.

### Familie

#### Erste Ehe mit Barbara Brück
Er heiratete am 20. Februar 1541 in erster Ehe Barbara Brück (* um 1518 in Wittenberg; † 10. Februar 1550 ebenda), eine Tochter des sächsischen Kanzlers Gregor Brück. Aus dieser Verbindung gingen vier Kinder hervor:
- Lucas (* 1541; † 16. Februar 1612 in Meißen), er immatrikulierte sich 1554 an der Universität Wittenberg, war Ratsherr in Torgau und vom 30. Januar 1591 bis zum 9. Januar 1609 Verwalter der Fürstenschule St. Afra in Meißen. Er heiratete am 17. Oktober 1570 in Wittenberg Anna, die Tochter des Sekretärs Hieronymus Gareis.
  - Tochter Euphrosyna (* 1585 in Torgau; † 6. August 1627 in Wittenberg), verh. 1604 mit dem kurfürstlichen Amtsschreiber Abel Volk (* 26. Juli 1575; † 19. Januar 1622 in Wittenberg, Sohn des Michael Volk aus Dresden und dessen Frau Esther geb. Sierbürger aus Leipzig)
- Barbara († 1601), heiratete am 28. November 1564 den Mediziner Johann Hermann
- Johannes († 1. Mai 1548 im Kindesalter)
- Christian († 7. April 1556), immatrikuliert 1554 an der Universität Wittenberg

#### Zweite Ehe mit Magdalena Schurff
Nach Barbaras Tod heiratet er am 24. Mai 1551 Magdalena Schurff (* 19. August 1531 in Wittenberg; † 3. Januar 1606 ebenda), eine Tochter des sächsischen Leibarztes Augustin Schurff und Nichte von Philipp Melanchthon. Sie hatten zusammen fünf Kinder:
- Magdalena († 1554 im Kindesalter)
- Augustin (* 1554; † 26. Juli 1595), folgte dem Vater als Maler, war außerdem Ratsmitglied, Stadtrichter und Kämmerer in Wittenberg. Er heiratete am 26. Oktober 1577 Maria Selfisch, die Tochter des Samuel Selfisch.
- Agneta († 1560 im Kindesalter)
- Christoph (* um 1557; † 23. Februar 1596), war ein Ratsherr und heiratete am 5. Februar 1583 Subphrona (Veronika?) Vogel (* 14. September 1563; † 29. April 1629) 
  - Lucas (* 30. November 1583; † unbekannt)
  - Christoph (* 14. Januar 1585; † unbekannt)
  - Barbara (* 16. Juni 1586; † unbekannt)
  - Ernst August (* 22. Januar 1588; † unbekannt)
  - Magdalene (* 22. Januar 1588; † unbekannt)
  - Christian (* 10. Oktober 1590; † unbekannt)
- Elisabeth (* 3. Dezember 1561 in Wittenberg; † 16. September 1645 in Wittenberg); verheiratet mit Polykarp Leyser dem Älteren

### Tod
Lucas Cranach d. J. starb am 25. Januar 1586 im Alter von 70 Jahren in Wittenberg. Sein Leichnam wurde in die Wittenberger Stadtkirche überführt und dort am 27. Januar bestattet. Seine Grabstelle ist vor der Empore in der Gegend des letzten südlichen Pfeilers, wo heute ein Gedenkstein an ihn erinnert. Im Altarraum der Stadtkirche Wittenberg befindet sich sein Epitaph, das ihm und seinen beiden Ehefrauen von den Erben gestiftet wurde. Es zeigt die Grablegung Christi. Die beiden Schrifttafeln halten links das Andenken an Lucas Cranach d. J. und rechts das seiner Ehefrauen fest.

## Bildsprache
Als Vertreter einer neuen Generation wählte Lucas Cranach d. J. mit Vorliebe figurenreiche, aufwendige Darstellungen. Dabei sind die ordnungslos anmutenden Kompositionen von überraschender Schönheit und die farbige Behandlung reichhaltiger als die Arbeiten des Vaters. Er gilt als Schöpfer des neuen Bildprogramms der Protestanten. Beispielsweise blickt bei ihm die Gottesmutter Maria nicht keusch zu Boden, sondern direkt in die Augen des Betrachters.

## Bedeutung seines Schaffens
Frühere Behauptungen, dass der jüngere Lucas Cranach eine untergeordnete Rolle in der Kunst der Renaissance habe, sind definitiv falsch. Sie kamen auf, da damals nicht alle Werke des jüngeren Cranach bekannt waren und ihm erst im Rahmen intensiver modernerer Forschungen zugeordnet werden konnten. Nach diesen Erkenntnissen nimmt er unter den deutschen Porträtisten der Spätrenaissance und des Manierismus eine hervorragende Rolle ein. Umfangreiche Holzschnittarbeiten erweiterten das Schaffen des Künstlers als Maler der Reformation und der mit ihr in Zusammenhang stehenden Auswirkungen.
Anlässlich seines 500. Geburtstages widmete das Land Sachsen-Anhalt dem Maler vom 16. Juni bis 1. November 2015 die Landesausstellung „Lucas Cranach der Jüngere 2015“. Es war die erste Sonderausstellung, die sein Leben und Wirken in den Blick nahm und noch nie gezeigte Kunstwerke präsentierte. Ausstellungsorte waren u. a. das Augusteum sowie die Stadtkirche St. Marien in der Lutherstadt Wittenberg.

## Werke

### 1535–1549

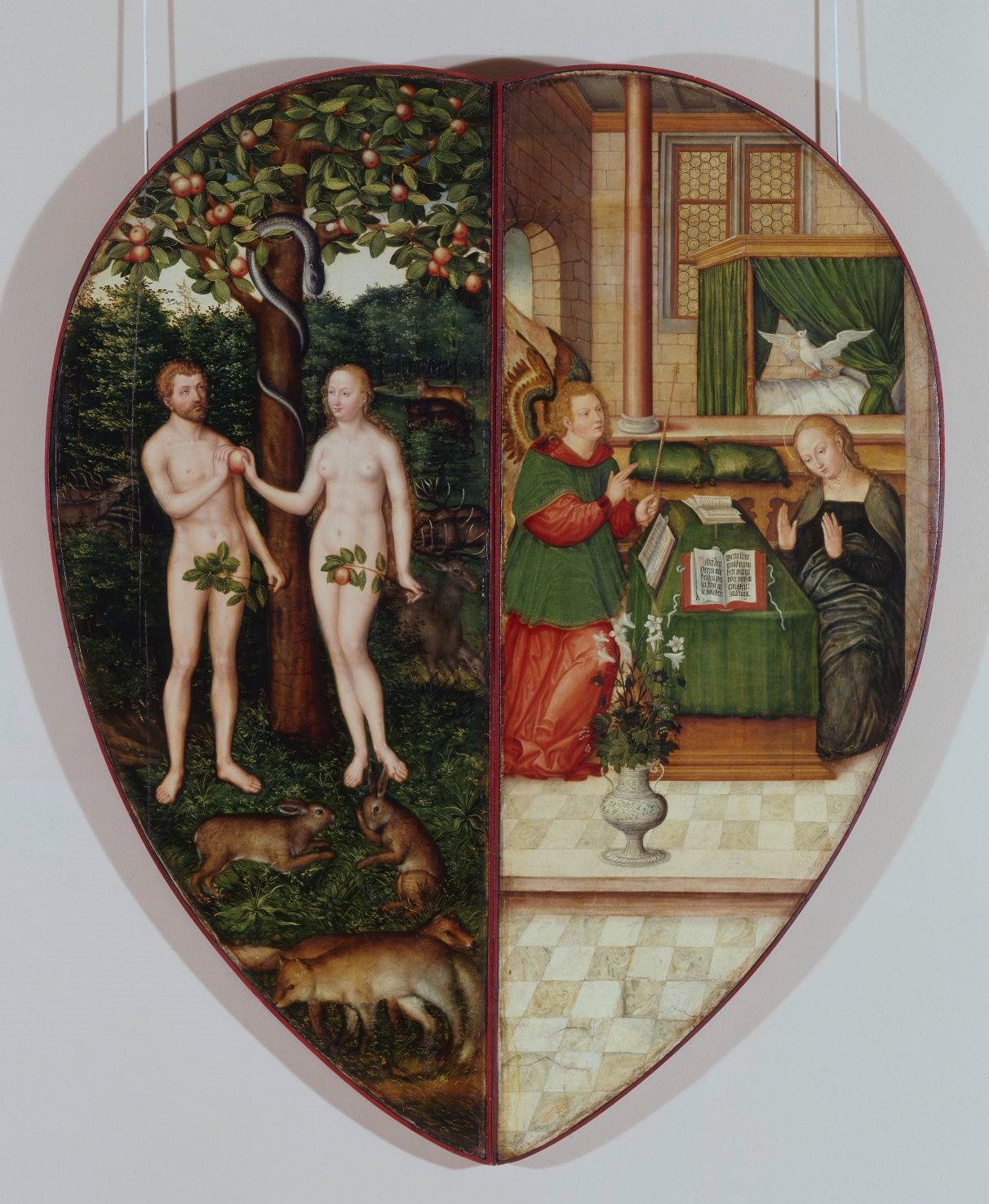
Flügelaltar in Herzform (1584), Germanisches Nationalmuseum

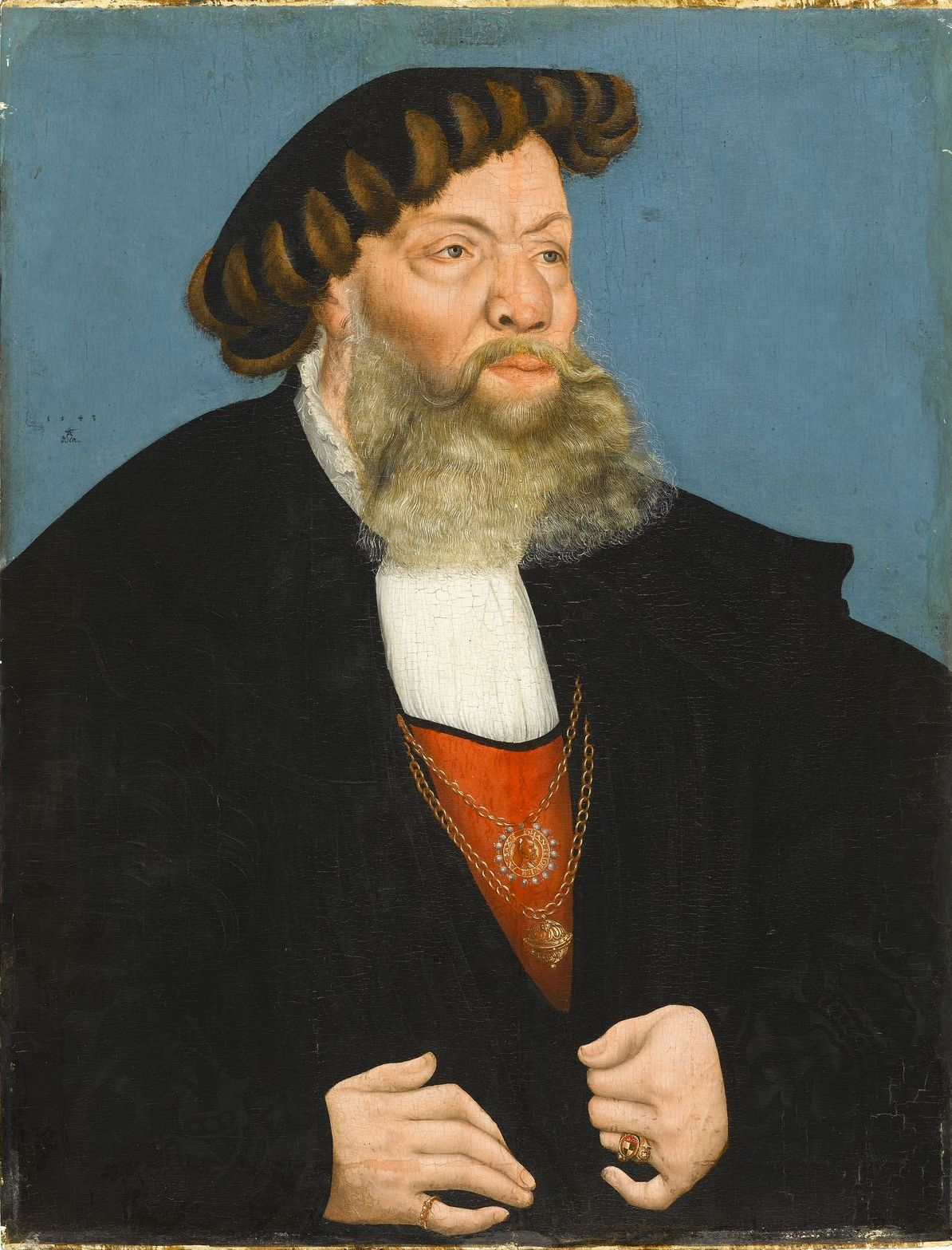
Jobst von Hayn (1543)

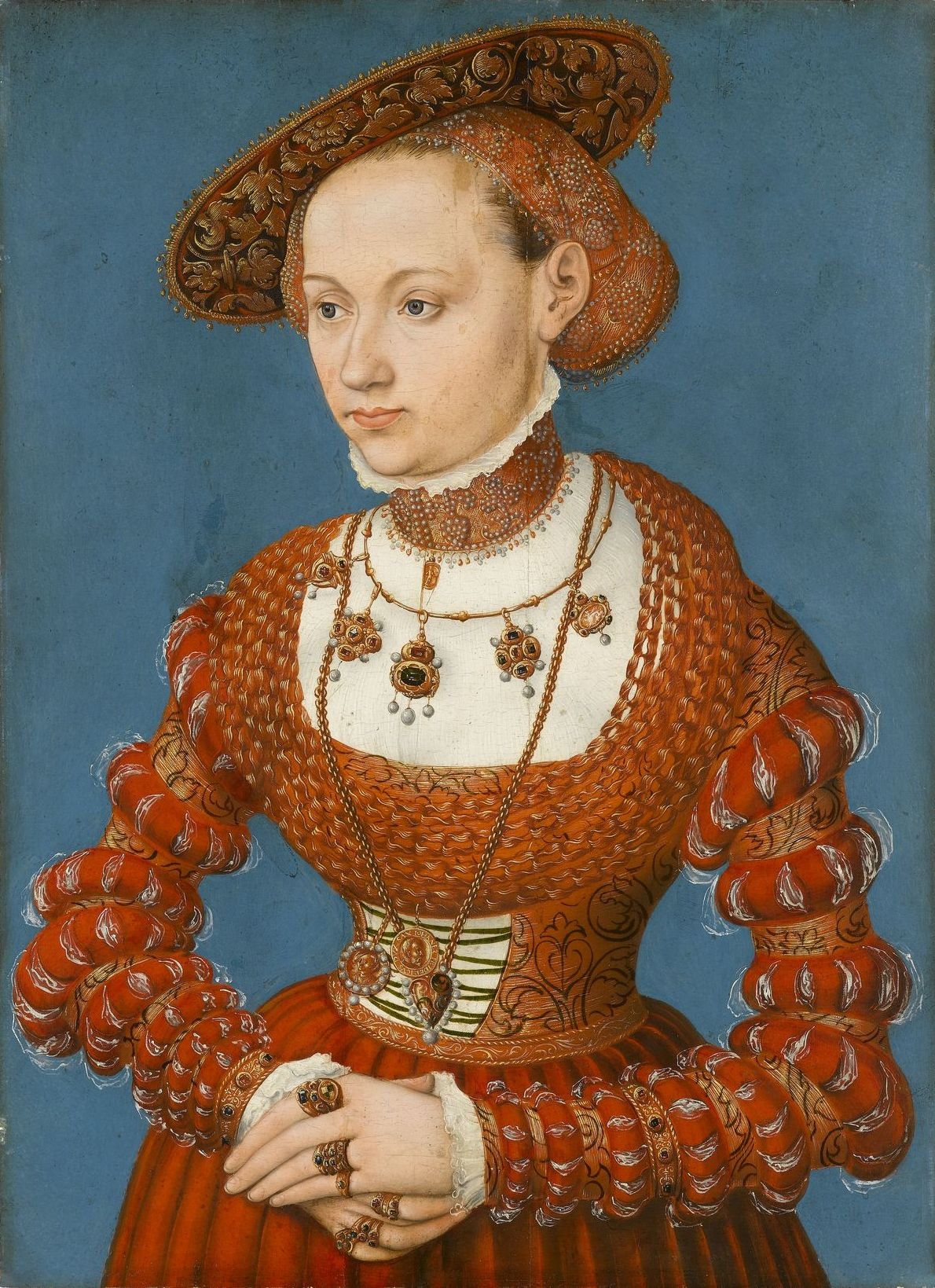
Agnes von Hayn (1543)

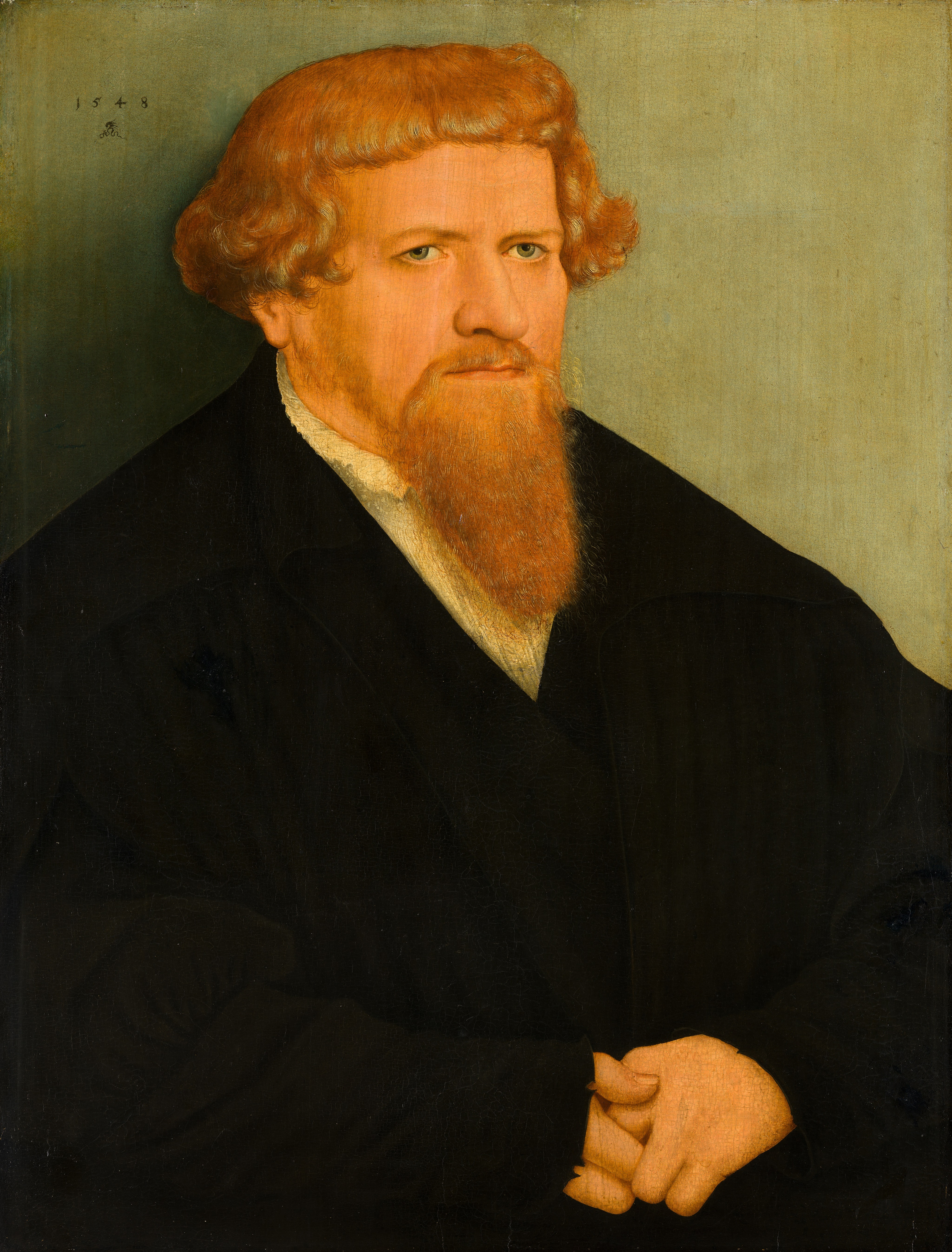
Porträt eines Mannes (1548)

- „Herkules und Omphale“ in Kopenhagen, 1535
- „Porträt einer Frau“ in Madrid, 1539
- „Hexenverbrennung in Wittenberg“, Hinrichtung von Prista Frühbottin am 29. Juni 1540 wegen angeblichen Wetterzaubers und Weidevergiftens
- „Hofjagd auf Fische und Bären“ in Cleveland, 1540
- „Charitas“ in Weimar, 1540
- „Martin Luther und die Wittenberger Reformatoren“ im Toledo Museum of Art, Ohio, USA
- „Jobst von Hayn“ in Stuttgart, 1543 (hier abgebildet)
- „Agnes von Hayn“ in Stuttgart, 1543 (hier abgebildet)
- „Hofjagd auf Hirsche, Schweine und Füchse“ in Madrid, 1544
- „Das Opfer Elias“ in Leipzig, 1545
- „Porträt eines Mannes“ in San Francisco, 1545 (hier abgebildet)
- „Porträt eines 28 jährigen Mannes“ (vermutliches Selbstbildnis) in Warschau, 1546
- Rückseite des Altars in der Stadtkirche Wittenberg, 1547
- „Porträt eines Mannes“ (Rijksmuseum Amsterdam), 1548
- „Der Tugendberg“ in Wien, 1548
- „Die Bekehrung Pauli“ im Germanischen Nationalmuseum Nürnberg, 1549
- „Die Johannispredigt“ im Herzog Anton Ulrich-Museum in Braunschweig, 1549

### 1550–1559

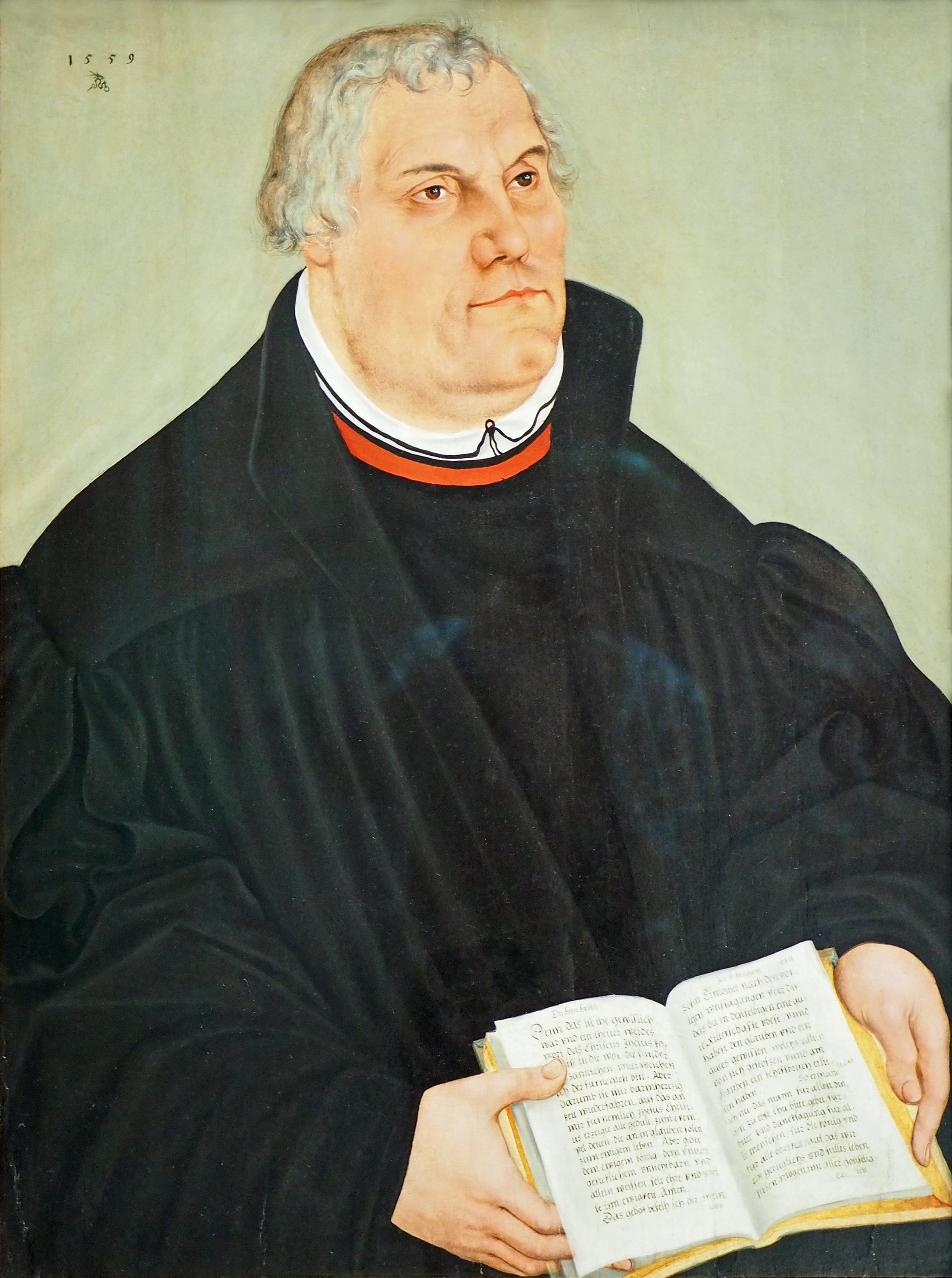
Martin Luther (1559)

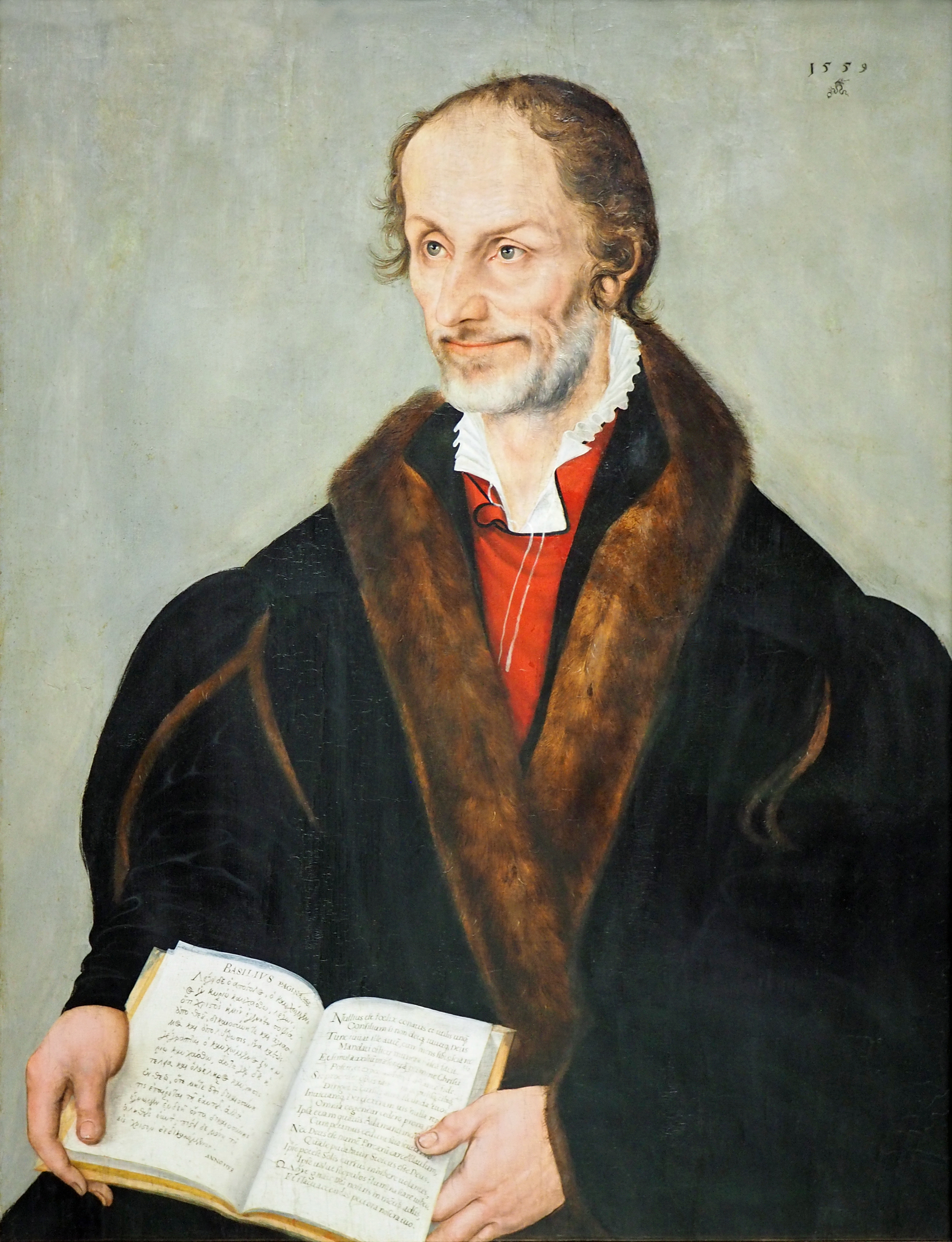
Philipp Melanchthon (1559)

- „Lucas Cranach d. Ä.“ in den Uffizien von Florenz, 1550 (evtl. auch Selbstbildnis des Vaters)
- „Herkules vertreibt die Pygmäen“ in der Gemäldegalerie von Dresden, 1551
- „Der schlafende Herkules und die Pygmäen“ in der Gemäldegalerie von Dresden, 1551
- „Christus am Kreuz“, Altarbild, Stadtkirche Weimar, 1555
- „Allegorie der Erlösung“, Epitaph für Johann Friedrich von Sachsen und seine Familie, in der Weimarer Herderkirche, 1555
- „Die Auferstehung Christi“ in Leipzig, 1557
- „Der Auferstandene“, Epitaph für Gregor von Lamberg, in der Stadtkirche Wittenberg, 1558
- „Die Aufweckung des Lazarus“, Epitaph für den Bürgermeister Michael Meyenburg, Nordhausen, Blasiikirche, 1558
- „Philipp Melanchthon“ im Städelschen Kunstinstitut Frankfurt am Main, 1559 (hier abgebildet)
- „Martin Luther“ im Städelschen Kunstinstitut Frankfurt am Main, 1559 (hier abgebildet)

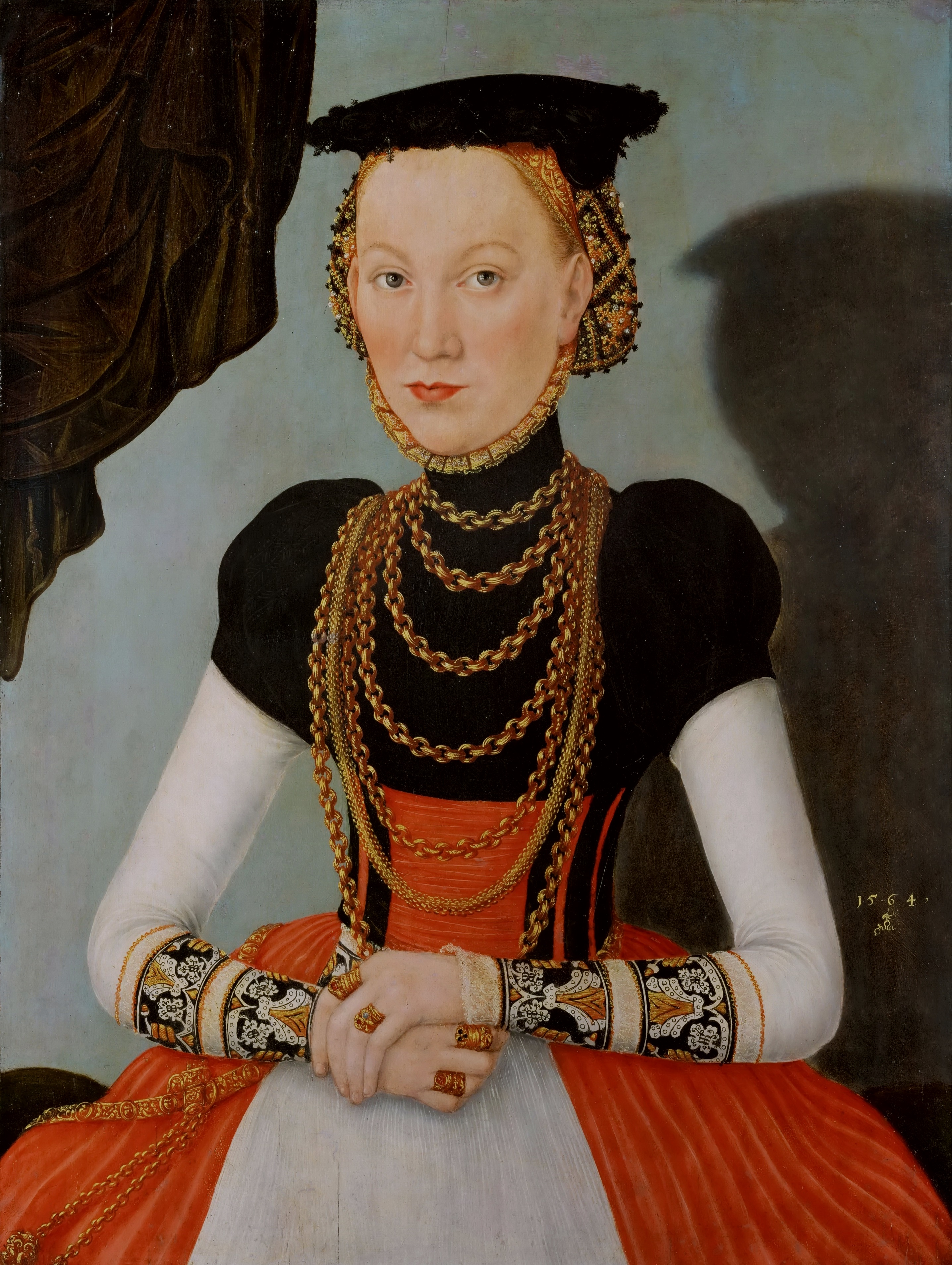
Porträt einer vornehmen Dame, 1564

### 1560–1569
- „Die Taufe Jesu“, Epitaph für Johannes Bugenhagen, in der Stadtkirche Wittenberg, 1560
- „Grablegung Christi“ im Pfarrhaus Nischwitz/Sa, 1561
- „Jesus im Garten Gethsemane“ in der Johanniskirche Dessau, 1561
- „Joachim Ernst von Anhalt“ in Halle, 1563
- „Agnes von Anhalt“ in Halle, 1563
- „Porträt einer vornehmen Dame“ in Wien, 1564 (hier abgebildet)
- „Anbetung der Hirten“, Epitaph für Casper Niemegk, in der Wittenberger Stadtkirche, 1564
- „Prinz Alexander von Sachsen“ in der Gemäldegalerie von Dresden, 1564
- „Prinzessin Elisabeth von Sachsen“ in der Gemäldegalerie von Dresden, 1564
- „Kurfürstin Anna von Sachsen“ in der Gemäldegalerie von Dresden, 1564
- „Georg Friedrich von Brandenburg-Ansbach-Bayreuth“ in Potsdam, 1564
- „Kurfürst August von Sachsen“ in der Gemäldegalerie von Dresden, 1565
- „Kreuzigung Christi“, Epitaph für Sara Cracov, in der Stadtkirche der Lutherstadt Wittenberg, 1565
- „Das Abendmahl“, Epitaph für Joachim von Anhalt, in der Johanniskirche Dessau, 1565
- „Porträt eines 44-jährigen Mannes“ in Prag, 1566
- „Porträt einer 32-jährigen Frau“ in Prag, 1566
- „Christus am Kreuz“ in Mühlhausen, 1567 Epitaph für Hieronymus Tilesius
- „Die Arbeiter im Weinberg des Herrn“, Epitaph für Paul Eber, in der Stadtkirche der Lutherstadt Wittenberg, 1569
- Epitaph für Bartholomäus Vogel in der Stadtkirche der Lutherstadt Wittenberg, 1569

### 1570–1579
- Kurfürst Joachim II. von Brandenburg im Jagdschloss Grunewald, Berlin, um 1570
- Epitaph für Agnes von Anhalt in der Klosterkirche Nienburg, 1570
- „Markgraf Georg der Fromme von Brandenburg-Ansbach“ (mit gezogenem Hut) in Berlin, 1571
- „Markgraf Georg der Fromme von Brandenburg-Ansbach“ (mit aufgesetzten Hut) in Berlin, 1571
- „Der gute Hirte“, Epitaph für das Ehepaar Drachstedt in der Stadtkirche Wittenberg, 1573
- „Die Kreuzigung Christi“ in Dresden, 1573
- „Christus am Ölberg“, Epitaph für Anna Hetzner in der Stadtkirche Wittenberg (Leihgabe der Kirche Dietrichsdorf), 1575
- „Kurfürst Johann Friedrich“ (in der Rüstung von der Schlacht bei Mühlberg) in Berlin, 1578
- „Kurfürst Johann Friedrich“ (in Alltagskleidung) in Berlin, 1578
- „Margarethe Elisabeth von Ansbach-Bayreuth“ in München, 1579

### Ab 1580

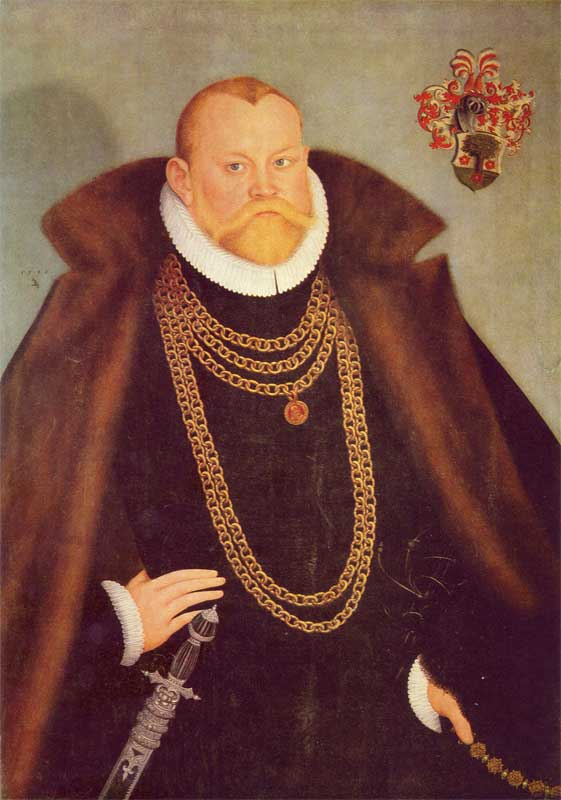
Hans von Lindau, 1581

- „Die Auferstehung Christi“, Epitaph für Michael Teubner (?) in Kreuzlingen, 1580
- „Erich Volkmar von Berlepsch“ in Kleinurleben, 1580
- „Lucretia von Berlepsch“ in Kleinurleben, 1580
- „Hans von Lindau“ in Ottendorf, 1581 (hier abgebildet)
- Weinberg-Altar in Salzwedel, 1582
- „Die Kreuzigung Christi“ vom Colditzer Altar in Nürnberg, 1584
- „Blendung des Paulus“, Epitaph für Veit Oertel in der Stadtkirche Wittenberg, 1586
- „Bildnis Philipp Melanchthons“ im Pommerschen Landesmuseum in Greifswald, um 1550/1600 (hier abgebildet)
- „Venus und Amor“ in der Pinakothek München
- „Elias und die Baalpriester“ in Dresden
- „Schneeberger Altar“ in der St.-Wolfgangs-Kirche in Schneeberg
- Altarretabel in der Kapelle des Jagdschlosses Augustusburg